# Robert Morris (artiste)
Pour les articles homonymes, voir Robert Morris et Morris.
Robert Clarke Morris, né le 9 février 1931 à Kansas City (Missouri) et mort le 28 novembre 2018 à Kingston dans l'État de New York d'une pneumonie, est un artiste, plasticien et écrivain américain. Depuis 1957, date de sa première exposition, il crée indistinctement peintures, chorégraphies, sculptures, installations ou films.
Avec Donald Judd, il est considéré comme l'un des principaux représentants et théoriciens du minimalisme, mais il a également apporté d'importantes contributions au développement des notions d'Art performance, d'Installation, de Process Art et de Land art.

## Biographie

### Années 1950s: côte Ouest
Né à Kansa City, Robert Morris suit, entre 1948 et 1950, une formation en ingénierie à l'université du Kansas et en art au Kansas City Art Institute. En 1951, il étudie à la California School of Fine Arts. Son service dans l'U.S. Army, en Arizona et en Corée (1951-1952), interrompt ses études. De retour à Portland (Oregon) il reprend ses études (1953-1955) au Reed College. Il y rencontre Simone Forti qui a suivi à Los Angeles des cours de danse moderne et chorégraphie, de peinture, et au Reed College, sociologie et de psychologie. Le couple se marie en 1956 et se déplace à San Francisco. Robert Morris peint et explore le cinéma et le théâtre d'improvisation. Sa première exposition de peintures a lieu en 1957 à la Dilexi Gallery de San Francisco,.
En Californie, Morris devient également familier du travail des compositeurs La Monte Young et John Cage. L'idée que la production artistique n'est que l'enregistrement d'une performance de l'artiste, issue des photographies de Hans Namuth montrant Pollock au travail, l'amène à s'intéresser à la danse et à la chorégraphie. Avec sa femme, la danseuse et chorégraphe Simone Forti, il s'installe à New York en 1960 et prend part à un groupe de danseurs, fondateurs du mouvement de danse post moderne connu sous le nom de Judson Dance Theater, pour lequel il va chorégraphier un bon nombre de pièces dont Arizona en 1963, 21.3 en 1964, Site en 1964 et Waterman Switch en 1965. Il présente une performance basée sur l'exploration de corps dans un espace où s'effondre une colonne carrée. Il développe la même idée dans ses premières sculptures minimalistes, Two Columns (1961) et L Beams (1965).

### Années 1960s
Après avoir déménagé à New York en 1961 pour étudier la sculpture, il obtient une maîtrise en 1963 du Hunter College et, toujours en 1963, il a sa première exposition new-yorkaise à la Green Gallery. Il soutient sa thèse sur Constantin Brancusi en 1966, dans le cadre d'un master au Hunter College à New York. Aux États-Unis, l'enseignement de l'histoire de l'art a été fortement marqué par une « approche formaliste », dans la lignée de Heinrich Wölfflin et Henri Focillon. Par ailleurs, le critique le plus influent de l'époque aux États-Unis était Clement Greenberg. Au cours des années 1960 les choix de Greenberg se firent de plus en plus restrictifs selon une « perspective historique », produite par son analyse formaliste du Modernisme. S'il reconnaissait la valeur du travail de Morris Louis, Kenneth Noland, Jules Olitski, David Smith et Anthony Caro, il en vint à rejeter les artistes « Pop », Jasper Johns et Rauschenberg, Robert Morris, Donald Judd et Tony Smith. Dans les années 1960 Morris a eu une première exposition décisive en décembre 1964, à la Green Gallery et une seconde en 1966, au Jewish Museum.
À New York, Robert Morris commence à étudier le travail de Marcel Duchamp, réalisant en écho des pièces comme Box with the Sound of its Own Making (Boîte avec le son de sa propre fabrication, 1961), Fountain (Fontaine, 1963). En 1963, ses sculptures minimalistes, exposées à la Green Gallery de New York, sont commentées par Donald Judd. En 1964, Morris conçoit et réalise deux performances célèbres 21.3, coordonnée avec la lecture, déchiffrée sur les lèvres du lecteur, d'un essai d'Erwin Panofsky, et Site, avec Carolee Schneemann.
En 1967, Morris crée Steam (Vapeur), exemple précoce de Land art (description dans Libération, Elisabeth Lebovici, 22 avril 1995).

### Écrits
Pendant les années 1960-1970, Robert Morris va jouer un rôle important dans le développement de trois grands mouvements artistiques de cette période : la sculpture minimaliste, le process art et l'earthwork.
Robert Morris n'a cessé d'écrire des essais critiques, dont quatre serviront d'esquisses chronologiques de son parcours : Notes on dance en 1965, Notes on sculpture en 1966, Anti-Form en avril 1968, Aligned with Nazca en 1975. Les Notes on sculpture ont été publiées en deux parties - la première en février 66 et la deuxième en octobre 66 - un an après le texte Specific Objects de Donald Judd et alors que l'exposition « Primary Structures (en) » a été ouverte du 27 avril au 12 juin 66 au Jewish Museum. Il y présentait deux L-Beams. Ses œuvres exposées en 64 et 66 relèvent, alors, clairement de l'Art Minimal.

### Années 1970s
En 1971, il imagine une installation à la Tate Gallery qui remplit l'ensemble de la galerie des sculptures de plans inclinés et de cubes.
Vers la fin des années 1970, Robert Morris utilise la figuration, surprenant nombre de ses partisans. Ses œuvres aux accents dramatiques et baroques sont fréquemment inspirées par la peur de l'apocalypse nucléaire.

### Après 1980
Dans les années 1990, il s'intéresse de nouveau au travail de ses débuts, supervisant la reconstruction et l'installation de pièces perdues.
Il vit et travaille à New York.
En 1997, dans le cadre d'une commande publique, il a réalisé pour la Chalcographie du Louvre deux gravures à l'eau-forte, vernis mou et aquatinte intitulées Temps aveugle V et Temps Aveugle VI,.

## Œuvre
« Le travail de Robert Morris est fondamentalement théâtral […] son théâtre est un théâtre de négation : négation du concept avant-gardiste d'originalité, négation de la logique et du rationnel, négation du désir d'assigner des significations culturelles uniformes à des phénomènes différents, négation d'une vision du monde qui se méfie de ce qui est non familier ou non conventionnel. »

### Premières œuvres
À cette période, Robert Morris a produit ce que nous considérons aujourd’hui comme des œuvres canoniques de l’art minimal et post-minimal.
À leur propos, il écrit qu'elles représentent la tentative de « battre en brêche la notion de sculpture pure du modernisme ». Leurs dimensions, généralement comprises entre 1,80 m et 2,40 m, impliquent une relation à l'échelle 1:1 avec le corps humain. Pour certaines d'entre elles il s'agit d'objets qui étaient utilisés comme accessoires pour les danseuses et danseurs de la communauté qui avait occupé la Judson Church, un espace new-yorkais destiné à la danse expérimentale, le Judson Dance Theatre. Morris participe à plusieurs de ces performances avec les danseuses et chorégrahes, son épouse d'alors, Simone Forti, et Yvonne Rainer. Ces premières œuvres ont donc été conçues pour interagir directement avec les corps. Elles ont été reproduites ensuite.
- Untitled (Box for Standing), 1961, caisse en bois de chêne de taille humaine, photographie. Représentée sur la page de Museo Reina Sophia (reconstruction of 1994), (photographie accompagnant les reproductions sur WM |Whitehot magazine of contemporary art, july 2020, Joseph Nechvatal Robert Morris: The Perceiving Body Musée d’art moderne et contemporain
- Box with the Sound of his Own Making, 1961, bois de noyer et bande magnétique [original] / disque compact [reformaté par l'artiste]. Représentée sur la page du Seattle Art Museum
- Untitled (Pine Portal with Mirrors), 1961, portail en bois de pin et miroirs (de taille humaine). Représentée sur la page de Dream-Idea-Machine, photo de l'expo « Robert Morris-Refractions »
- I Box, 1962, 48 x 32 x 4 cm, boîte à accrocher au mur (cabinet), contreplaqué recouvert de métal, sculpté (découpe en I majuscule - « Je » en anglais - contenant une photographie de l'artiste nu et souriant). Représentée sur la page de Almine Rech Gallery
- Untitled (Three L Beams), 1965 [nombreuses refabrications ultérieures], contreplaqué peint, trois unités (chacune 8 x 8 x 2 pieds / 243,8 x 243,8 x 61 cm). Représentée sur la page de Khan Academy, essay by Jp McMahon.

### Wall Hanging
Wall Hanging est une série d'œuvres en feutre ouvrant une réflexion sur l'« antiforme », article qu'il a publié.
Par exemple, Wall Hanging (Tenture), 1969-1970, Paris, musée national d'Art moderne, se compose d'un morceau de feutre industriel rectangulaire, lacéré de plusieurs entailles horizontales, et suspendu par les coins supérieurs pour que des formes naissent du poids de la matière : la pesanteur déforme le feutre et détermine la forme finale de l'œuvre. La matière détermine la forme, processus relativement contraire à l'histoire de la sculpture.
Avec ce procédé, Robert Morris accepte de s’effacer derrière la matière et se rapproche de l’œuvre de Jackson Pollock en laissant libre place à l'expression de la matière.
Les interventions dans le paysage marquent durant les années 1970 la volonté de dépasser le domaine étroit de la sculpture.

### Williams Mirror
Williams Mirror est une pièce de la collection Mirror Pieces que Robert Morris a réalisé de 1961 à 1978.
Il s'agit de 12 miroirs monumentaux situés dans l'espace d'exposition. Ces miroirs sont donc visible par les images-reflets de l'espace et du passage fugitif des visiteurs.
L’œuvre appartient au musée d'art contemporain de Lyon depuis 1995 à la suite de son exposition à la deuxième biennale de Lyon.

« La rencontre réflexive dans l'espace phénoménologique des temps stratifiés, feuilletés et reconstruits de la création de la mémoire et de l'histoire. »

### Hurting Horses
Hurting Horses est un livre d'artiste. Il s'agit donc d'une œuvre d'art à part entière, mais qui a la particularité de prendre le format du livre comme support. Cette œuvre de Morris est une édition limitée de 1 500 exemplaires. Elle a été produite et publiée en 2005 par la maison d'édition bruxelloise mfc-michèle didier.

### Galerie d'images libres de droits

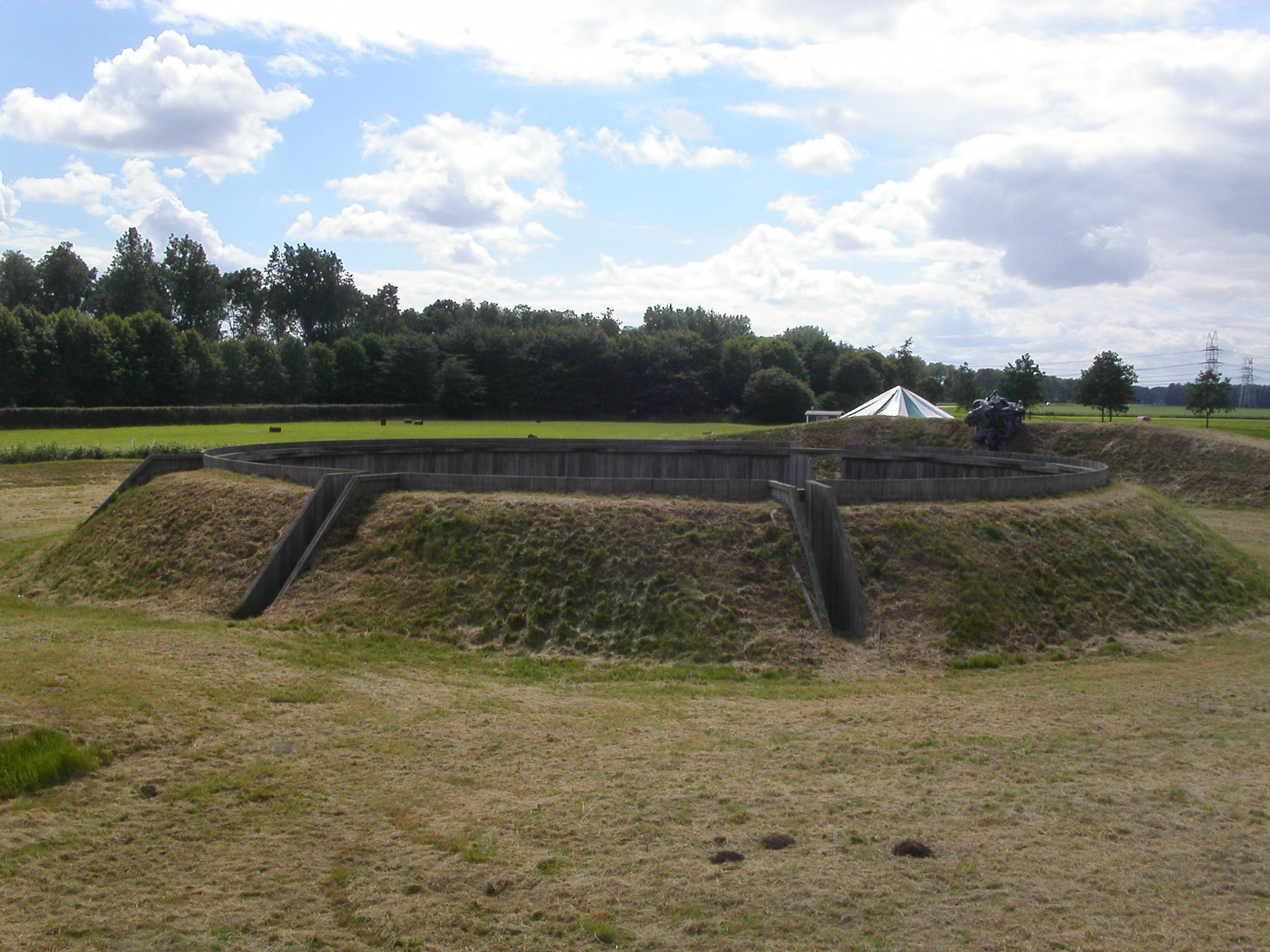
Observatoire de Flevoland, 1976. (Version antérieure, 1971, plus petite et éphémère, en sable)
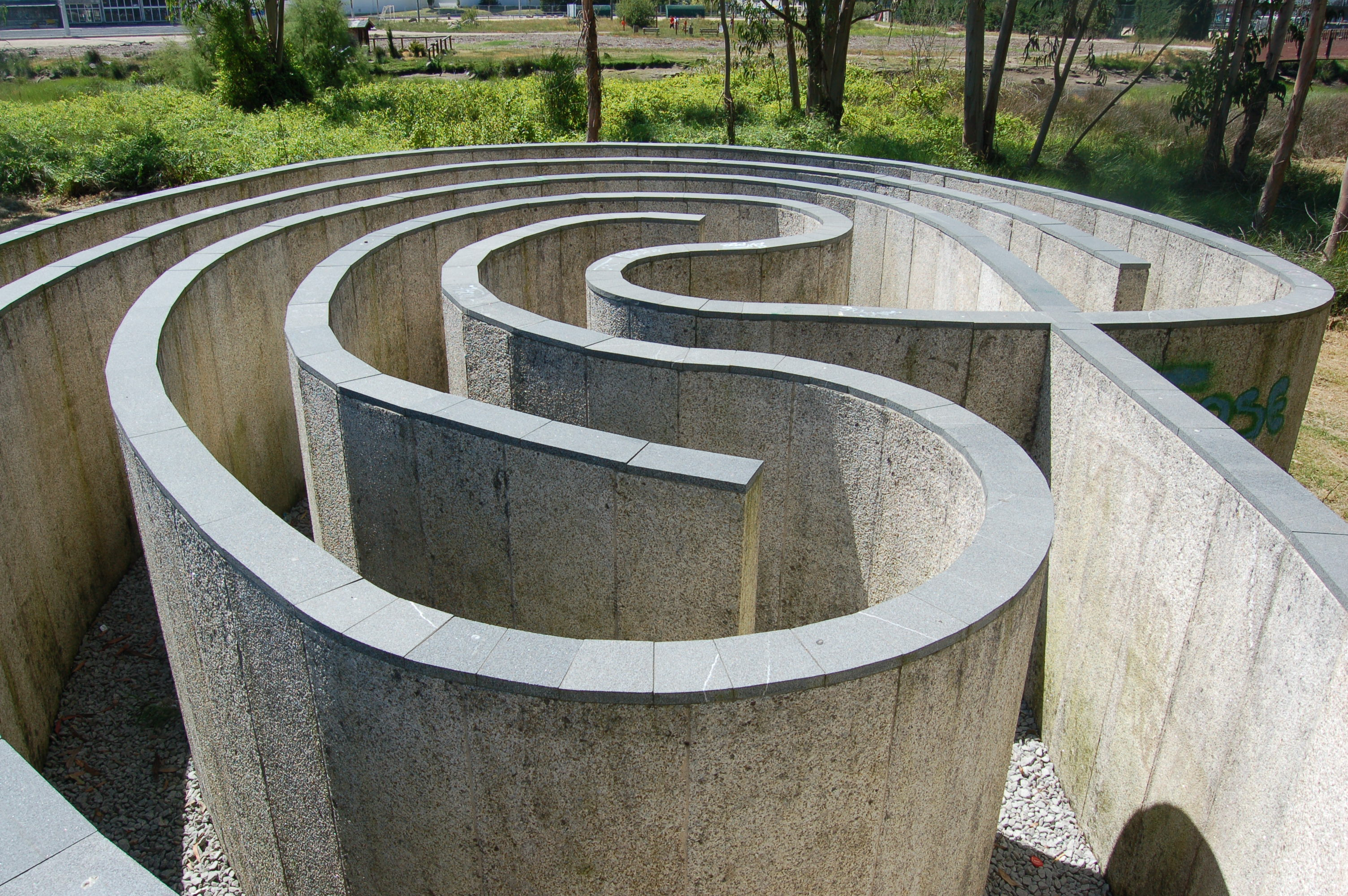
Labyrinthe de Pontevedra, Île des Sculptures. 1999. Granit, dalle et gravier. 9 x 12 X 2 m[26].
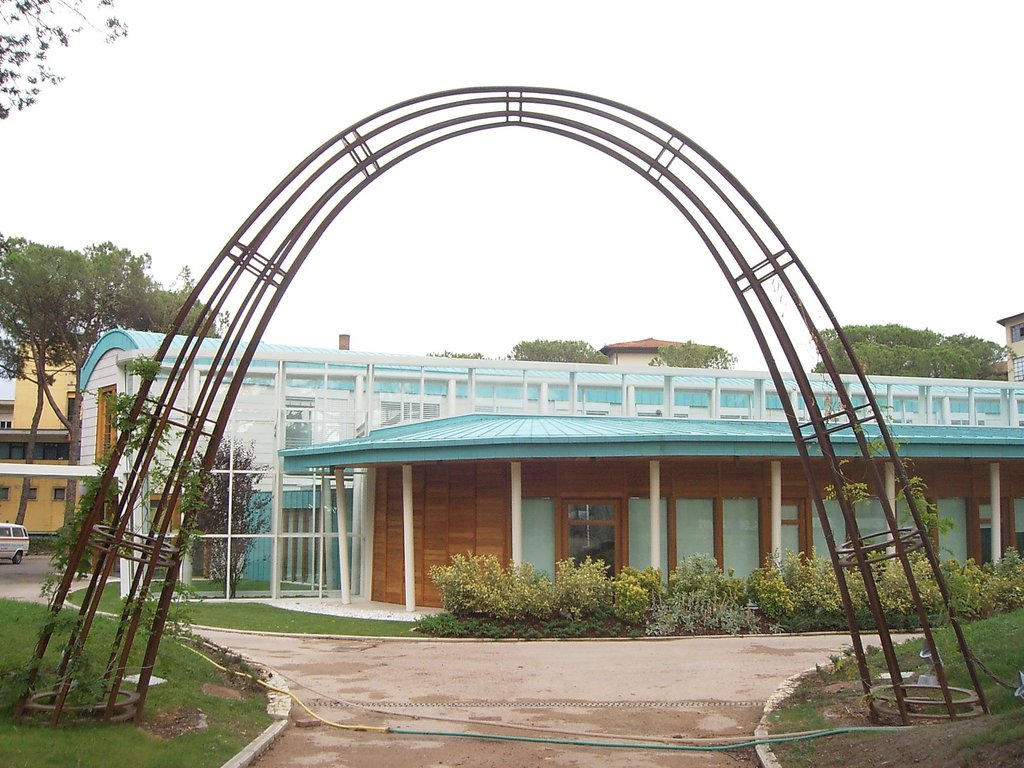
Bronze Gate. 2005. Acier Corten. Pistoia

## Exposition en cours
- 1er juillet - 1er novembre 2020 : Exposition Robert Morris: The Perceiving Body / Le corps perceptif, Musée d'Art moderne et contemporain de Saint-Étienne Métropole[27].